# Бельневская
Бельневская — деревня в Шенкурском районе Архангельской области. Входит в состав муниципального образования «Верхопаденьгское».

## География
Деревня расположена в южной части Архангельской области, в таёжной зоне, в пределах северной части Русской равнины, в 71 километрах на юг от города Шенкурска, на левом берегу реки Паденьга, притока Ваги. Ближайшие населённые пункты: на северо-западе деревня Лосевская.
Часовой пояс
Бельневская, как и вся Архангельская область, находится в часовой зоне МСК (московское время). Смещение применяемого времени относительно UTC составляет +3:00.

## Население
| 2002 | 2010 | 2012 |
| ---- | ---- | ---- |
| 56   | ↘48  | ↘38  |

## История
В «Списке населенных мест Архангельской губернии к 1905 году» село Бильневская (Вараксина) насчитывает 38 дворов, 127 мужчин и 127 женщин.  В административном отношении деревня входила в состав Верхопаденгского сельского общества Верхопаденгской волости.
На 1 мая 1922 года в поселении 54 двора, 95 мужчин и 154 женщины.